# 마우레타니아 팅기타나

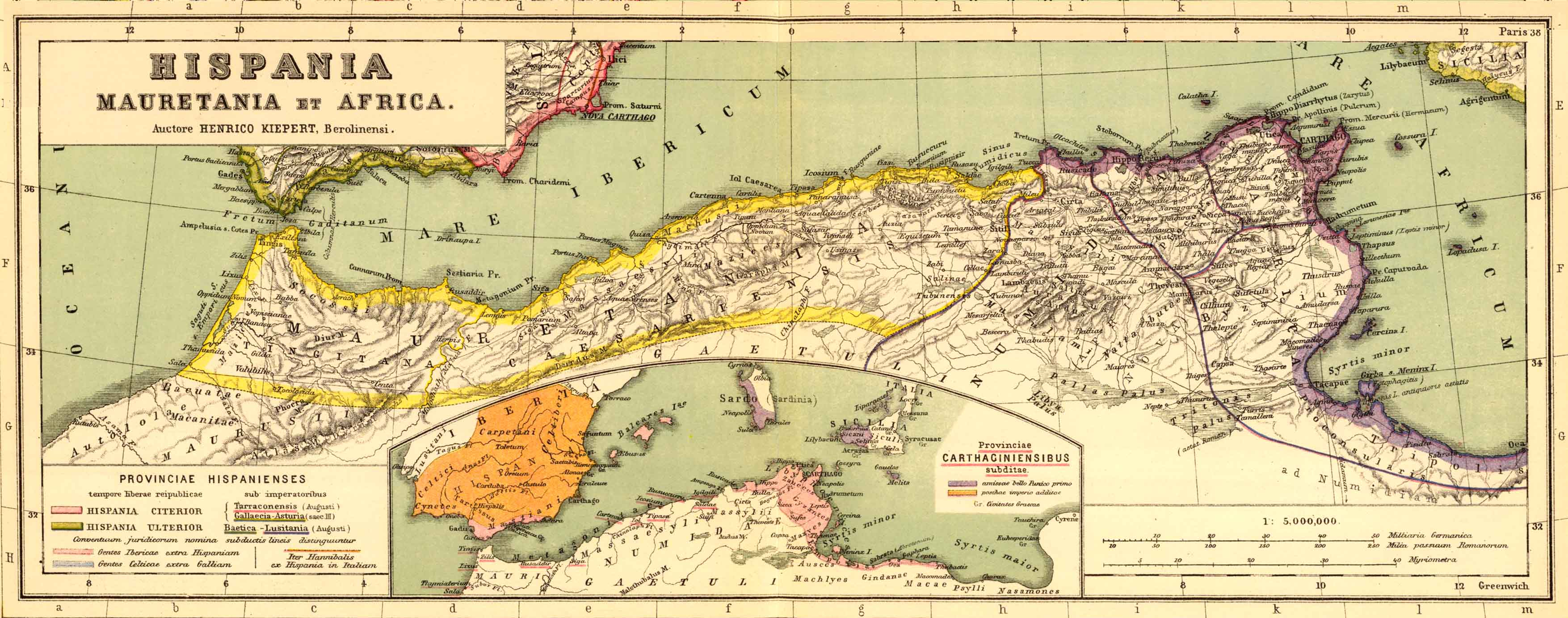
마우레타니아 팅기타나의 남쪽 경계가 카사블랑카에 이르는 것을 보여주는 마그레브의 로마 영토 지도

마우레타니아 팅기타나(라틴어: Mauretania Tingitana, 오렌지색 마우레타니아)는 로마 속주 중 하나이며, 오늘날 모로코 북부 지역과 대략적으로 일치한다. 영역은 지브롤터 반대편에 있는 북쪽 팅기탄반도에서 남쪽으로 살라 콜로니아 (셸라)와 볼루빌리스, 동쪽으로는 물루야강에 이르렀다. 중심 도시는 팅기스였고, 오늘날 탕헤르이다. 다른 주요 도시들에는 율리아 발렌티아 바나사, 셉템, 루사디르, 릭수스, 타무다 등이 있었다.

## 역사

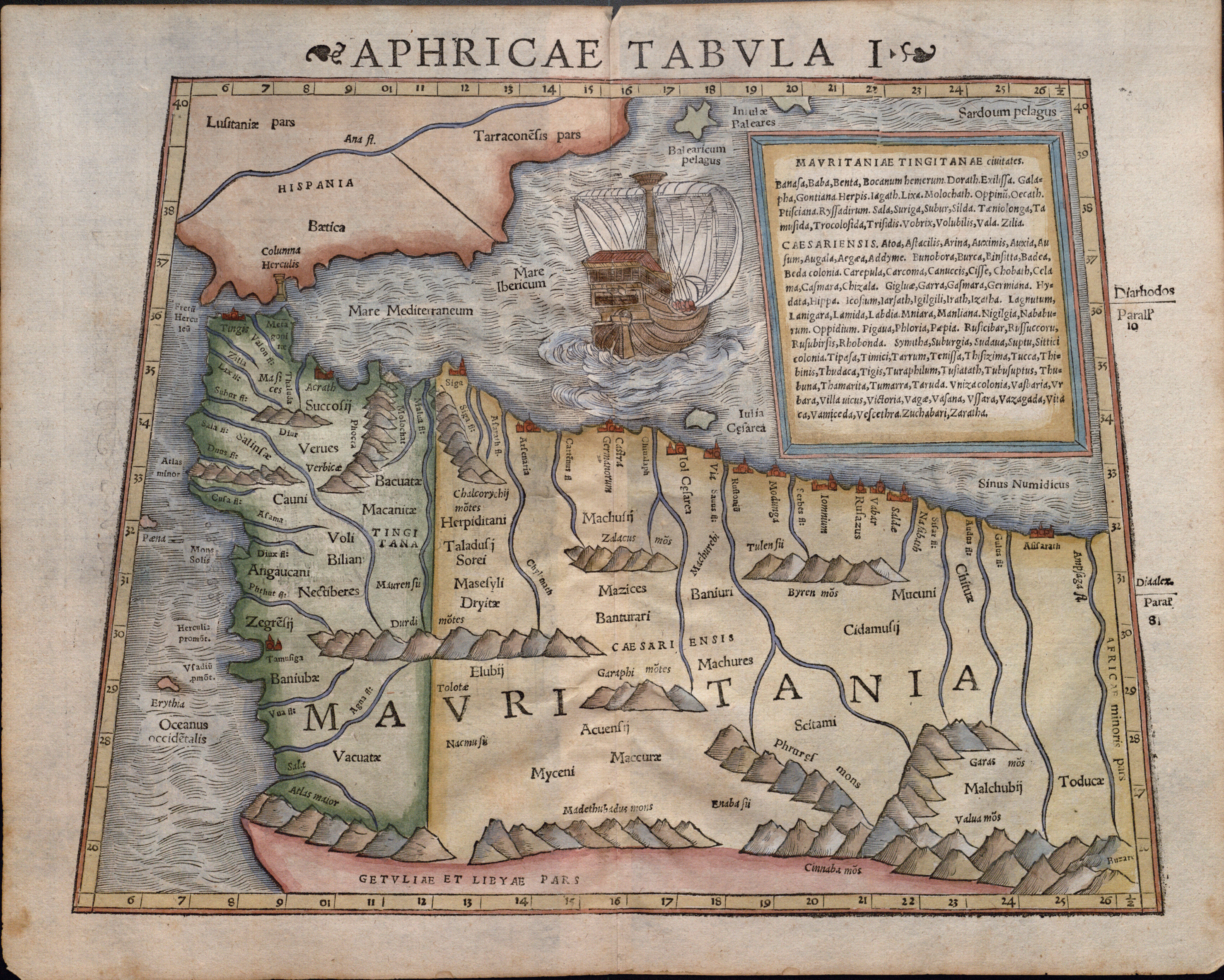
마우레타니아 팅기타나를 묘사한 1540년 제바스티안 뮌스터의 'Aphricae Tabula I'

마우레타니아 왕국의 마지막 프톨레마이오스 왕조의 통치자인 마우레타니아의 프톨레마이오스가 서기 40년에 사망하고 나서, 44년경에 로마 황제 클라우디우스는 마우레타니아를 로마 제국으로 합병한 다음에 마우레타니아 팅기타나 그리고 마우레타니아 카이사리엔시스 등 로마 속주 2개로 분할하였다. 오늘날 알제리의 오랑에서 대략 서쪽으로 60km 거리에 위치한 물루카강 (물루야강)이 이 두 곳을 가르는 경계가 되었다.
로마인들의 점거는 아프리카 대륙 깊숙이까지 이뤄지지는 못하였다. 제국의 최서단 및 남단에 대한 지배력의 한계점은 볼루빌리스였으며, 이곳은 바로 남동쪽에 자리 잡은 토콜로시다(Tocolosida) 및 남서쪽의 아인 크코우르 (Ain Chkour) 등의 군기지와 참호 등로 둘러싸여 있었다. 대서양 해안가에 있는 살라 콜로니아는 별도의 해자, 성곽, 감시탑 등의 보호를 받았다.
그렇지만 앞서 언급한 방어 시설은 지속적인 요새 방어선은 아니었는데 로마 제국의 다른 최전방 국경인 브리타니아의 사나운 변경을 보호하던 방벽 같은 것이 이곳에 있었다는 증거가 존재하지 않는다. 오히려, 여과기로써 역할을 한 것으로 보이는 요새와 해자로 이뤄진 체계망이었다. 리메스는 주요 도시들을 통해 내부 간을 연결시키고, 유목 지역과 거주 지역 간의 연결을 통제함으로써 로마의 직접적인 지배에 놓였던 지역들을 보호했었다.
이 리메스 안팎으로 동일한 사람들이 거주했지만, 그 인구 규모는 꽤나 작았다. 볼루빌리스는 2세기에 거주민이 최대 2만 명에 이르렀을 것이다. 금석문을 근거로, 이들 중에 대략 10퍼센트에서 20퍼센트만이 주로 히스파니아 출신의 유럽계이었고 나머지는 현지 출신이었다.
로마 역사가들 (프톨레마이오스등)은 아틀라스산맥의 북쪽 모로코 전역을 로마의 영토로 여겼는데, 아우구스투스 시대 때 마우레타니아는 종속국이었고 그곳의 통치자들 (유바 2세등)은 볼루빌리스 아래의 영토를 다스렸기 때문이었다. 로마 군단병들의 실질적인 통치는 그럼에도 살라 콜로니아 지역에 그쳤다 (살라 콜로니아 남쪽의 "엑스플로라티오 아드 메쿠리오스" 카스트라는 현재까지 발견된 로마 최남단 취락이다). 레오 아프리카누스 같은 일부 역사가들은 로마의 국경이 로마인들이 '안파'(Anfa)라는 이름으로 세운 항구였던 카사블랑카 지역에 이르렀다고 믿는다. 실제로, 모로코 가운데에 위치한 오늘날 도시 아제모우르는 페니키아 그리고 후대에는 로마에서 그 기원을 한 무역항 '아자마'(Azama)가 있던 곳이다. 여전히 오늘날에도 이른바 '포르투갈 수조'라 불린 로마 시대의 곡물 저장소의 잔해를 찾아볼 수 있다.
대 플리니우스는 가이우스 수에토니우스 파울리누스가 41년에 군사 작전을 실시했을 당시 아틀라스산맥 남쪽 지역을 어느 정도 상세히 묘사하였다:
우리들 시대에 집정관을 지낸 수에토니우스 파울리누스는 아틀라스산 너머로 진격을 한 첫 로마 장군이었다. 그는 이 산이 이례적인 높이라는 언급 등 다른 사례들에서 우리가 얻을 수 있는 동일한 정보를 제공하면서도, 동시에 그는 아틀라스산의 기슭 아래 모든 곳에 그때까지 정체가 알려지지 않은 종의 빽빽하고 우뚝 솟은 숲이 있다고 하였다. 그는 그 나무들의 높이가 놀랍고 하였으며 나무의 몸통에는 마디가 없고, 부드러우며 윤기가 난다고 하였다. 나뭇잎은 사이프러스의 잎과 같았으며, 저 멀리 강한 향을 낸다는 것을 제외하면 풀솜같은 것들이 덮여있는데 이를 기술의 도움을 더하면 누에에서 만들어진 직물과 유사한 고운 옷감을 쉽게 만들 수 있었다고 한다. 그는 그 산의 정상이 한여름이더라도 눈에 덮였다고 알려주었고, 열흘간의 행군 끝에 그는 게르(Ger, 니제르강의 북쪽 지류?)라는 이름의 강까지 멀리 나아갔다고 전하며 그 길은 검은색 모래로 뒤덮인 도로를 가로지르며, 그 모래 속에 불의 작용에 노출된 것 같은 모습을 지닌 바위들은 이곳 저것 곳곳에 나타나있다. 그리고 그가 이곳을 방문한 시기가 겨울이었음에도 그가 느꼈듯이 그 장소들은 열의 강도 때문에 사람이 거의 살 수 없게 하였다.

### 로마 속주
누미디아 왕 유바 2세 제위 시절, 아우구스투스 황제는 이미 대서양 해안가와 인접한 마우레타니아 지역에 율리아 콘스탄티아 질리리, 율리아 발렌티아 바나사, 율리아 캄페스트리스 바바 등 식민 도시 세 곳을 건설했었다.
이곳 마우레타니아 서부 지역은 얼마 안 있어 마우레타니아 팅기타나라고 불리게 된 속주가 되었다. 이곳은 429년까지 로마 제국의 일부로 있다가, 반달족이 이 지역을 장악하면서 로마의 행정력은 사라지고 말았다.

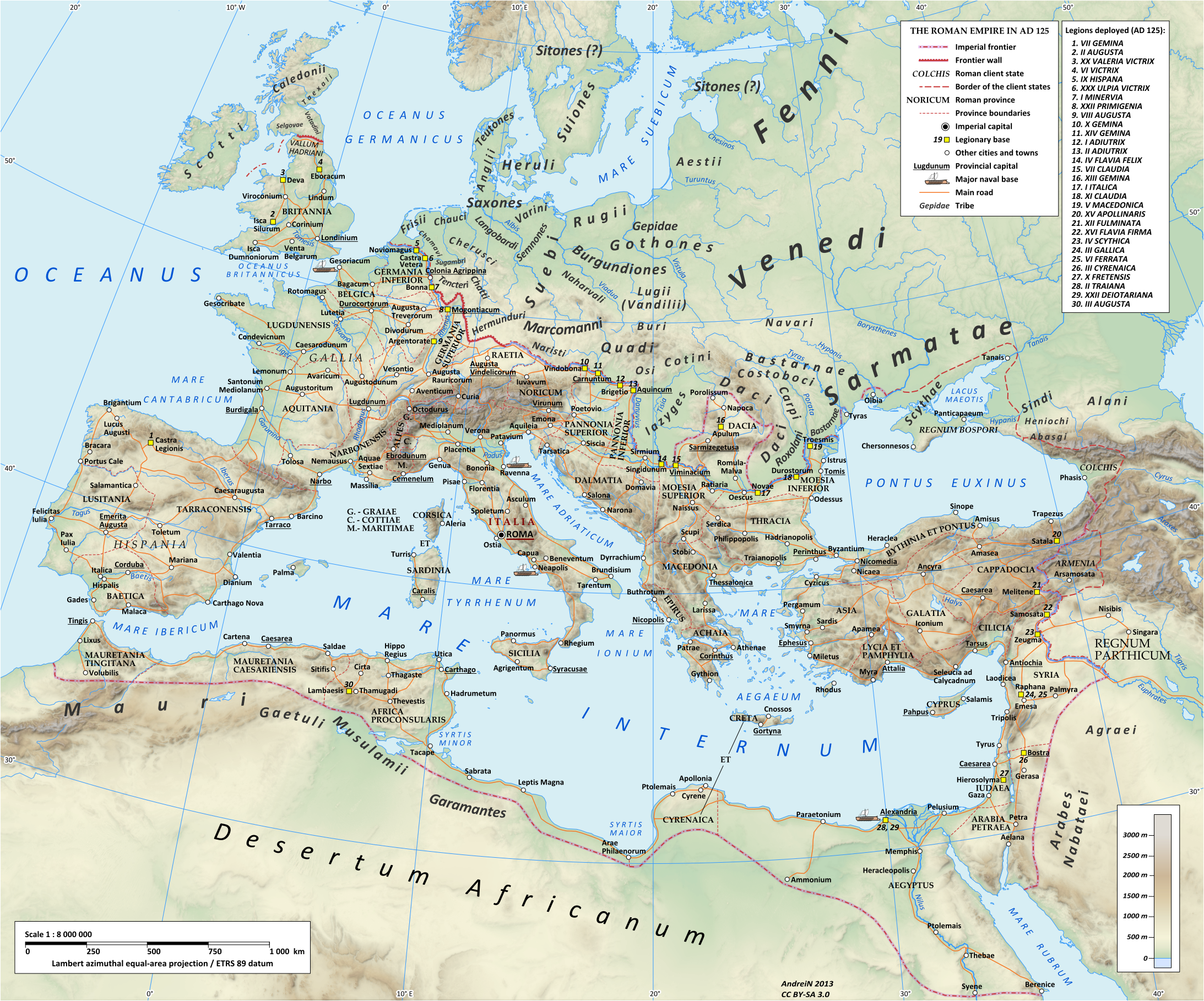
하드리아누스 황제 시대 로마 제국의 모습 (117년–138년)으로, 아프리카 북서쪽에 '마우레티나이 팅기타나'(모로코)를 나타내고 있다

마우레타니아 팅기타나의 최핵심 도시는 볼루빌리스였다. 이 도시는 아프리카 속주의 서부 지역 행정과 경제 중심지였다. 이곳의 비옥한 토지는 곡물, 올리비유 등 여러 상품들을 생산해냈으며, 이 상품들은 로마로 수출되어 이 지역의 부와 번영에 기여하였다. 고고학 발굴을 통해서 로마 시대에 이곳에 유대인 지역 사회가 있었음이 확인되었다.
마우레타니아의 주요 수출품은 보라색 염료와 고가의 목재였다. 팅기타난는 또한 로마에 농업 생산품과 사자, 표범 등 동물 등을 공급했었다. 이곳의 원주민들인 마우리인들은 로마인들에게 군인, 그 중에서도 경기병으로 높이 평가되어 고용되었다. 클레멘티우스 발레리우스 마르켈리누스는 277년 10월 24일부터 280년 4월 13일 사이 이 지역의 총독 (프라이세스)으로 기록되었다.
전승에 의하면, 성 마르켈루스의 순교가 298년 7월 28일 팅기스 (탕헤르)에서 벌어졌다. 사두정치 (디오클레티아누스 황제가 297년에 일으킨 로마 행정 체제 개혁) 기간에 마우레타니아 팅기타나는 히스파니아이 관구의 일부, 그리고 행정 구역 확장으로 갈리아 대관구의 일부가 되었다. 한편 마우레타니아 카이사이렌시스는 아프리카 관구에 속했다. 루킬리우스 콘스탄티우스가 4세기 말 이곳의 총독 (프라이세스)로 기록되어 있다.
'노티티아 디그니타툼'은 또한 두 개 군단, 3개 벡실라티온, 2개 보조군 팔라티나로 이뤄진 '코메스 팅기타니나이'라고 하는 이곳 속주의 군사 체계를 나타내고 있다. 플라비우스 메모리우스는 4세기 중엽 어느 시점에 해당 관직 (코메스)을 지녔다. 하지만, 마우레타니아 속주 두 곳이 일곱 개 코호르트와 알라 하나 등을 지휘하는, '둑스 마우레나이아이'(하위 계급)의 단일 군사 통제권에 있었다고 하는 증거 자료가 명백히 존재한다.
게르만족의 일파인 반달족은 서기 442년 자신들의 왕 군데리크 지도 하에 바이티카에 터전을 마련하였고, 이곳에서 그들은 마우레타니아 팅기타나로 약탈을 벌였다. 서기 427년, '코메스 아프리카이'인 보니파키우스는 발렌티니아누스 3세의 철수 명령을 거부하고, 그가 파견한 군대를 제압하였다. 그는 서기 428년에 보내진 군대가 왔을 때는 운이 따르지 않았다. 그 해에, 군데리크의 뒤를 가이세리크가 이어받았는데, 보니파시우스는 팅기스와 셉템으로 반달족이 올 수 있게 함대를 보내주며 가이세리크를 아프리카로 초청하였다. 보니파시우스는 반달족들을 마우레타니아 지역으로 한정시켜 놓을 생각이었지만, 이들은 지브롤터 해협을 건너자, 어떠한 통제도 거부하고 카르타고로 진격하였다.

### 비잔티움
533년, 비잔티움 제국의 장군 벨리사리우스는 유스티니아누스 1세 황제를 대신하여 반달족으로부터 아프리카 관구를 재정복해냈다. 카이사레아 서쪽에 있는 모든 영역은 이미 반달족들에 의해 베르베르계인 마우리인들에게 상실되었으나, 재확립된 '둑스 마우레타니아이'는 셉템 (오늘날 세우타)에서 군부대를 유지하고 있었으며, 한때 로마의 속주였던 영역 나머지는 아프리카 대관구라는 이름으로 비잔티움의 안달루시아 영역과 함께 통합되어 있었고, 셉템이 행정 중심지이었다.
마그레브 연안 지역 대부분은 이후에 전초 방어 목적의 관점으로 특별 지위가 부여된 아프리카 총독부로 재편성되었다.
우마이야 칼리파국이 북아프리카의 전역을 정복했을 당시, 베르베르 전통 종교와 기독교 신자들에게 이슬람교가 전해졌다. 두 마우레타니아 지역은 알마그리브 (아랍어로 서쪽을 뜻하며, 여전히 샤리프가의 모로코 왕국의 공식 국호이다)라는 이름으로 통합되었다. 이 거대한 지역에는 또한 오늘날 알제리 지역 절반을 포함했다.

## 같이 보기
- 마우레타니아 시티펜시스
- 마우레타니아 카이사리엔시스

## 참고 문헌
- J. B. Bury, History of the Later Roman Empire (online)
- Fentress, "Tribe and faction: the case of the Gaetuli", MEFRA, 94 (1982), pp. 325-34.
- A. H. M. Jones, The Later Roman Empire, Blackwell, Oxford 1964. ISBN 0-631-15076-5
- Mugnai, N. (2018). 《Architectural Decoration and Urban History in Mauretania Tingitana》. Quasar. ISBN 978-88-7140-853-8.
- Pauly-Wissowa (독일어).
- M. C. Sigman, "The Romans and the indigenous tribes of Mauretania Tingitana", Historia, 26 (1977), pp. 415-439.
- Westermann, Großer Atlass zur Weltgeschichte (독일어).